# Mireille (opera)

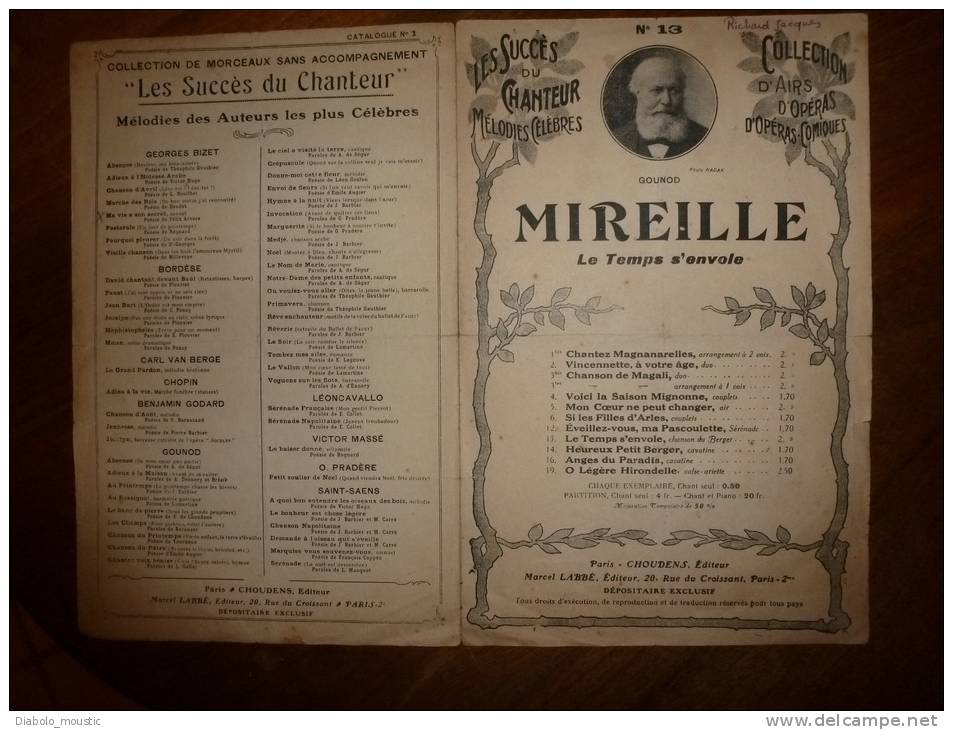

Mireille là vở opera 3 màn (thoạt đầu có 5 màn) của nhà soạn nhạc người Pháp Charles Gounod. Tác giả của lời của vở opera này là Michel Carré. Lời được Carré viết dựa theo bài thơ Mirèio của Frédéric Mistral. Vở opera được trình diễn lần đầu tiên vào năm 1864 tại thủ đô Paris của Pháp.